# ウラジーミル・ドリンフェルト
ウラジミール・ドリンフェルト（Володи́мир Ге́ршонович Дрінфельд, ローマ字表記: Vladimir Gershonovich Drinfeld, または Drinfel'd, 1954年2月14日 - ）は、ウクライナ出身の数学者。代数幾何学、数論、数理物理学の分野で顕著な貢献をし、1990年にフィールズ賞を受賞。現在はシカゴ大学の教授を務める。

## 経歴
ドリンフェルトは、1954年2月14日、ウクライナ・ソビエト社会主義共和国（現ウクライナ）のハルキウでユダヤ系の数学者一家に生まれた。15歳の1969年、国際数学オリンピック（ルーマニア・ブカレスト）でソビエト連邦代表として参加し、満点（40点）で金メダルを獲得。当時、最年少での満点記録者であり、この記録は後にセルゲイ・コニャーギンやノーム・エルキースらに更新された。
同年、モスクワ国立大学に入学し、1974年に卒業。1978年に同大学で候補科学学位（Ph.D.相当）を取得、指導教授はユーリ・マニンであった。1981年から1999年まで、ハルキウの低温物理学・工学ヴェルキン研究所（数学物理学部門）で研究に従事。1988年にステクロフ数学研究所で科学博士号を取得。1999年にアメリカ合衆国に移住し、以来シカゴ大学で教授として活動している。

## 業績
ドリンフェルトの研究は、代数幾何学、数論、数学物理学の交差点で革新的な成果を挙げている。主な業績は以下の通り：
- ドリンフェルト加群：1974年、20歳で有限体上のGL2に関するラングランズ予想を証明。この過程で「楕円加群」（現：ドリンフェルト加群）を導入し、数論と代数幾何学の橋渡しを行った[3]。
- 幾何学的ラングランズ・プログラム（英語版）：1983年、ラングランズ予想を拡張し、自己同型層（英語版）やD-加群を用いた幾何学的アプローチを提案。ヘッケ作用素を用いた「自己同型性」の定義を革新した。
- 量子群：神保道夫と独立に量子群（ホップ代数の変形）を導入。ヤン・バクスター方程式の解の分類や量子逆散乱法（英語版）の代数的定式化に貢献した。
- ADHM構成（英語版）：マニンとともにヤン・ミルズ理論のインスタントン（英語版）のモジュライ空間を構築（マイケル・アティヤ、ナイジェル・ヒッチンと独立）。数学物理学に大きな影響を与えた。
- ドリンフェルト–ソコロフ還元（英語版）：ソリトン理論における還元法を開発。ドリンフェルト-ソコロフ-ウィルソン方程式やW-代数（英語版）の研究を推進。
- キラル代数（英語版）：アレクサンダー・ベイリンソンと共同で頂点代数（英語版）を座標自由形式で再構築（2004年、Chiral Algebras）。2次元共形場理論（英語版）や弦理論、幾何学的ラングランズ・プログラム（英語版）に応用[4]。
- その他：ドリンフェルトのシュトゥカ（英語版）、グロタンディーク–タイヒミュラー群（英語版）、マニン–ドリンフェルト定理（英語版）、ドリンフェルトのp進対称空間（英語版）、ルジヴィッツ問題（英語版）、テイト加群（英語版）など、広範な貢献。

1990年のフィールズ賞は、有限体上の代数関数体のラングランズ予想証明と量子群の構成が評価された。2018年にウルフ賞数学部門、2023年にショウ賞数学部門を受賞。2016年には米国科学アカデミー会員に選出された。

## 関連人物
- ユーリ・マニン（指導教授）
- アレクサンダー・ベイリンソン（共同研究者）
- ロバート・ラングランズ（ラングランズ・プログラムの創始者）
- ヴャチェスラフ・ショクロフ（数論での共同研究）
- ローラン・ラフォルグ（ラングランズ予想の後続研究者）
- 神保道夫（量子群の独立発見者）